# Княжество Кастриоти
Княжество Кастриоти (1389 – 1444) е средновековно албанско владение. Възниква след косовската битка, на територия на бившите душанови владения в днешна Северна Албания. Княжеството е основано от Гьон Кастриоти (Йован, Йоан или Иван Кастриоти) и просъществува до включването му в Лешката лига от Скендербег.

## Фамилия
Най-старите писмени данни за средновековната албанска аристократична фамилия Кастриоти са от 1368 година, когато се споменава за Кастриоти, господар на Канина, който присъствал на церемонията по обявяването на владетеля на Валона, Александър Комнин, за почетен гражданин на Дубровник.
Предполага се, че името Кастриоти идва от село Кастри, близо до Дрин. През 1395, фамилията завзема замъка Круя, а впоследствие завладяват още крепости и стават господари на т.нар. княжество Кастриоти. Като благодарност от Венеция за съпротивата си срещу османците, княз Гьон Кастриоти през 1413 година е вписан в регистъра на венецианските благородници и получава герб с двуглав орел, днес знаме и символ на Албания.

## Териториален обхват
От господството на Гьон Кастриоти (Йован или Иван Кастриоти), до кончината на Скендербег, княжеството заема следните области:
- Тирана
- горното течение на Мат
- Мирдита
- Дебър
- Круя

## История
Гьон Кастриоти се утвърждава за самостоятелен владетел в района на днешна Средна Албания след косовската битка. Неговото знаме е възприето за национален флаг на днешна Албания. През 1395 година завзема крепостта Круя и се обявява за княз на Круя. Впоследствие завладява още крепости и става господар на Матя, областта Дебър, Голо бърдо, Река, Черменика, Урака, Гьонима и планинската област на Тирана (Бенда и Тамадея). Гьон Кастриоти е отбелязан като крупен дарител на Хилендарския манастир в Света Гора, заедно с децата си.
Гьон Кастриоти е женен за Войслава Трипалда (дъщеря на владетеля на Полог), от която има пет дъщери и четири мъжки рожби, които са оженени:
- Мара – за Стефан Църноевич в Зета;
- Влайка – за Джовани Мусачи Топия;
- Елена – за Павел Балшич;
- Ангелина – за Владан Арианити Комнин Топия;
- Марица – за Карло Мусачи Топия;
- Станиша, женен за роднина на Комнини от Валона и Канина, със син Бранило;
- Костадин (Константин);
- Репош;
- Георги Кастриоти;

Първоначално Гьон Кастриоти се противопоставя на Баязид I, но се вижда принуден да са признае за васал, да плаща трибут, и да изпрати четиримата си сина в Одрин, като гаранти за лоялност към османците. Гьон и тримата му братя, ведно с Крали Марко и Константин Драгаш, участват като османски васали във военните походи на османския султан.
След поражението на Баязид I край Анкара, кланът Кастриоти възвръща управлението на родовите си владения. В периода 1410 – 1415, Круя се управлява от династията Топия. През 1415, османците си възвръщат града.
Местни османски владетели на Круя стават Мурат Бей и Али Бей, съответно през 1415 и 1432 година, а през 1443, тази длъжност заема Хасан бей, син на Айдън Бей и Елена Музаки. През 1443, Круя отново става владение на Кастриоти, след като османски управител става синът на Гьон Кастриоти – Георги Кастриоти (Скендербег).